# Silk Purse
Silk Purse è un album della cantante statunitense Linda Ronstadt, pubblicato dall'etichetta discografica Capitol nel 1970.
L'album è prodotto da Elliot Mazer.
Dal disco vengono tratti tre singoli: Will You Love Me Tomorrow, Silver Threads and Golden Needles, He Darked the Sun.

## Tracce

### Lato A
1. Lovesick Blues
2. Are My Thoughts with You?
3. Will You Love Me Tomorrow
4. Nobody's
5. Louise

### Lato B
1. Long, Long Time
2. Mental Revenge
3. I'm Leaving It All Up to You
4. He Darked the Sun
5. Life Is Like a Mountain Railway